# 문진로
문진로(Munjin-ro)는 충청북도 청주시 청원구 오창읍 복현교에서 진천군 진천읍 군청사거리를 잇는 충청북도의 도로이다.

## 주요 경유지
충청북도
- 청주시 청원구 오창읍 - 진천군 (문백면 - 진천읍)

## 노선
| 이름          | 접속 노선                  | 소재지        | 소재지        | 소재지        | 비고              |
| 화복로와 직결 | 화복로와 직결              | 화복로와 직결 | 화복로와 직결 | 화복로와 직결 | 화복로와 직결     |
| ------------- | -------------------------- | ------------- | ------------- | ------------- | ----------------- |
| 복현교        |                            | 청주시        | 청원구        | 오창읍        |                   |
| 도하 교차로   | 국도 제17호선 (생거진천로) | 진천군        | 문백면        | 문백면        |                   |
| 옥성삼거리    | 농다리로                   | 진천군        | 문백면        | 문백면        |                   |
| 태락 교차로   | 국도 제17호선 (생거진천로) | 진천군        | 문백면        | 문백면        |                   |
| 사석삼거리    | 금사로                     | 진천군        | 진천읍        | 진천읍        | 국도 제21호선구간 |
| 잣고개        |                            | 진천군        | 진천읍        | 진천읍        | 국도 제21호선구간 |
| 군청사거리    | 문화로                     | 진천군        | 진천읍        | 진천읍        | 국도 제21호선구간 |
| 상산로와 직결 |                            |               |               |               |                   |

## 주요 시설및 건물
- SK에너지 성심주유소 (문진로 58/도하리 406-3)
- HD현대오일뱅크 청우주유소 (문진로 254/도하리 138)
- 문백119지역대 (문진로 478/옥성리 459-5)
- SK에너지 문백주유소 (문진로 491/봉죽리 323-5)
- CU 진천문백중앙점 (문진로 501/봉죽리 306-10)
- S-OIL 신세기주유소 (문진로 764/태락리 217-2)
- CU 진천사석점 (문진로 1010/사석리 180-2)
- 사석치안센터 (문진로 1048/사석리 253-1)
- S-OIL 문안산주유소 (문진로 1221/행정리 583-10)
- GS칼텍스 우제주유소 (문진로 1439/교성리 292-1)